# René Auvigne
René Auvigne est un médecin urologue français né le 15 avril 1887 à Nantes où il est mort le 28 juin 1974.

## Biographie
René Pierre Auguste Auvigne est le fils de Jean-Baptiste Auguste Auvigne, confiseur, et de Marie Anne Alexandrine Sourget. Gendre d'Édouard Corblet, armateur au Havre, il est le père du Dr Jean Auvigne, professeur à la faculté de médecine de Nantes.
Externe des hôpitaux de Paris en 1910, il est interne provisoire des hôpitaux de Paris en 1911 puis interne titulaire des hôpitaux de Paris en 1920, lauréat du concours. Il suit notamment les cours des Dr. Baumgartner, Fredet, Auvray, J.L. Faure, Chevassu et Marion.
Professeur titulaire de physiologie à l'École de médecine de Nantes en 1926, il devient professeur de clinique neurologique de 1935 à 1958 et de clinique urologique.
Directeur de l'École de médecine à partir de 1937, il obtient la recréation à Nantes de la faculté mixte de médecine et de pharmacie, le 1er janvier 1956, dont il est nommé doyen.
Après avoir servi en tant que médecin aide-major sur le front lors de la Première Guerre mondiale, il est médecin chef du Centre interrégional d'urologie à Nantes, au grade de médecin capitaine, lors de la Seconde Guerre mondiale.
Il est membre du comité de direction de La Gazette des Hôpitaux de Nantes et de La Gazette médicale de France, ainsi que membre du comité scientifique du Journal de médecine et de chirurgie pratique.

## Travaux
- Fractures humérales fermées et ostéosynthèse (1920) - prix de thèse, médaille de bronze
- Série d'ostéo-synthèses pour fractures humérales fermées, exécutées depuis 1911 avec les résultats éloignés (thèse présentée en 1924)
- Pneumaturie et cavernes prostatiques (1935, avec B. Fey)
- Le problème des rétentions d'urine (1937)
- Hémorragie de l'iliaque externe après ablation d'un calcul pelvien, S.F.U. (1939, avec de la Marnierre)
- Physiologie pathologique et résultats de la néphrostomie, en collaboration avec le Dr Viollet, XIème Congrès français d'urologie, Paris, octobre 1946 (1962)
- Nantes, herbier des Isles (1956)

## Distinctions
- Commandeur de la Légion d'honneur
- Commandeur de l'ordre des Palmes académiques
- Chevalier de l'ordre de la Santé publique
- Croix de guerre 1914–1918
- Médaille d'honneur des épidémies

## Hommages
- Boulevard Professeur-René-Auvigné, à Nantes
- Rue du Professeur René Auvigne, Sainte-Luce-sur-Loire

### Sources
- Index biographique des membres, des associés et des correspondants de l'Académie de médecine de 1820 à 1970, Académie nationale de médecine, 1972